# Гаће
Гаће су доњи део мушког и женског рубља. Обухватају посебно обе ноге и покривају тело од струка или бокова до врха бутина или колена. Постоји велики број различитих модела гаћа, попут боксерица и танги.